# Amyris madrensis
Amyris madrensis là một loài thực vật có hoa trong họ Cửu lý hương. Loài này được S.Watson mô tả khoa học đầu tiên năm 1890.